# Ngôn ngữ ký hiệu Việt Nam
Ngôn ngữ ký hiệu Việt Nam là tên gọi ba ngôn ngữ ký hiệu được phát triển bởi các cộng đồng khiếm thính tại Thành phố Hồ Chí Minh, Hà Nội, và Hải Phòng ở Việt Nam. Các ngôn ngữ này trực thuộc một khu vực cũng bao gồm các ngôn ngữ ký hiệu của Lào và Thái Lan, nhưng người ta chưa biết các ngôn ngữ này có liên quan với nhau. Các ngôn ngữ ký hiệu Việt Nam đã chịu ảnh hưởng từ ngôn ngữ ký hiệu Pháp. Các ngôn ngữ ký hiệu Thành phố Hồ Chí Minh và Hà Nội dùng chung vào khoảng 58% từ vựng cơ bản, trong khi các ngôn ngữ TPHCM và Hải Phòng dùng chung vào khoảng 54% từ vựng cơ bản.
Từ những năm 2000, Việt Nam bắt đầu triển khai những nỗ lực của mình nhằm hoàn thiện và hệ thống hóa ngôn ngữ ký hiệu Việt Nam. Các câu lạc bộ, nhóm dạy, và sinh hoạt ngôn ngữ ký hiệu bắt đầu hình thành và nở rộ. Một số tài liệu khá công phu xuất hiện như: bộ 3 tập Ký hiệu cho người điếc Việt Nam, từ điển ngôn ngữ ký hiệu Việt Nam, v.v.